# 荒野保護協會
社團法人中華民國荒野保護協會，簡稱荒野保護協會，是台灣的一個環境保護團體，為依法設立之公益社會團體，於1995年成立，透過自然教育、棲地保育與守護行動，推動台灣及全球荒野保護的工作，以維護自然環境。

## 宗旨與理念

### 荒野的宗旨
透過購買、長期租借、接受委託或捐贈，取得荒地的監護與管理權，將之圈護，盡可能讓大自然經營自己，恢復生機。讓我們及後代子孫從刻意保留下來的台灣荒野中，探知自然的奧妙，領悟生命的意義。

### 荒野的任務
1. 保存台灣天然物種。
2. 讓野地能自然演替。
3. 推廣自然生態保育觀念。
4. 提供大眾自然生態教育的環境與機會。
5. 協助政府保育水土、維護自然資源。
6. 培訓自然生態保育人才。

## 歷任理事長
| 屆次       | 理事長 | 備註／連結                      |
| ---------- | ------ | ------------------------------- |
| 第一、二屆 | 徐仁修 | 創會理事長                      |
| 第三、四屆 | 李偉文 | 部落格存檔                      |
| 第五屆     | 林耀國 | 部落格存檔                      |
| 第六、七屆 | 賴榮孝 |                                 |
| 第八、九屆 | 劉月梅 | 個人簡介 （页面存档备份，存于） |
| 第十屆     | 李騏廷 |                                 |

## 組織架構

### 委員會
- 解說教育委員會
- 推廣講師委員會
- 親子教育委員會
- 兒童教育委員會
- 棲地工作委員會
- 研究發展委員會
- 國際事務委員會
- 鄉土關懷委員會
- 氣候變遷教育委員會

### 工作小組
- 綠色生活地圖發展小組
- 特殊教育小組
- 自然中心發展小組
- 悅讀荒野工作小組

### 分會
- 台北分會
- 新竹分會
- 台中分會
- 雲林分會
- 嘉義分會
- 台南分會
- 高雄分會
- 宜蘭分會
- 花蓮分會
- 台東分會

## 協會的歷史

### 1995年
- 奉內政部台(83)內社字第八三三0六三一號函，籌設荒野保護協會
- 參與第一屆全國民間生態保育會議
- 花蓮分會成立

### 1996年
- 高雄分會成立
- 發起「搶救消失的海岸線」連署行動，開始搶救台11線東部濱海公路

### 1997年
- 新竹分會成立
- 第一次攝影巡迴展「台灣自然原貌展」
- 台中分會成立

### 1998年
- 嘉義分會成立
- 新竹分會接受行政院農委會託管「仙腳石食蟲植物棲息地」
- 參與「搶救棲蘭檜木林—1227為森林而走」遊行活動
- 出版《新竹區兩棲爬蟲手冊》
- 出版《二格山筆記觀察體驗手冊》

### 1999年
- 荒野電子報正式發行
- 發起催生棲蘭木國家公國「我愛森林」一人一信徵文，參與「棲蘭檜木國家公園」催生大遊行
- 桃園分會成立

### 2000年
- 台東分會成立
- 荒野和教育部環保小組於中正紀念堂舉辦地球日活動
- 第一次與大陸生態保育人士交流，北京自然之友創辦人梁從誠先生來訪
- 馬來西亞古晉分會籌備處成立
- 尼加拉瓜分會籌備處成立

### 2001年
- 正式發行荒野保護協會會員卡
- 荒野與中華民國野鳥學會為生態保育界績優代表，受邀參與2001年國慶日慶典遊行，由理事長李偉文代表參與。

### 2002年
- 宜蘭分會成立

### 2003年
- 成立台灣第一份「奇岩社區」綠色生活地圖誕生
- 溼地植物庇護中心成立（萬里站與噶瑪蘭站）
- 獲頒行政院「第一屆國家永續發展績獎」社團永續發展貢獻獎
- 第一個海外荒野─尼加拉瓜荒野成立。

### 2004年
- 參與「愛山林、反纜車」遊行活動
- 獲頒環保署「2003年推動環境保護有功團體」，並晉見總統。
- 台北總會接受台北縣政府託管「五股溼地生態園區」
- 台北總會接受台北市政府託管「富陽自然生態公園」
- 正式登記為「社團法人中華民國荒野保護協會」
- 理事長李偉文出版《我的野人朋友：16個守護自然的遊俠故事》

### 2005年
- 出版台灣第一份與國際接軌的「台北市綠色生活地圖」
- 花蓮分會接受花蓮區林業管理處託管「佐倉步道」
- 發動陽明山夢幻湖台灣水韭棲地維護工作執行計畫
- 台南分會成立
- 澳洲荒野成立
- 出版《地圖有氧運動：從紐約京都到台灣7+11個綠色生活地圖》
- 出版《野性尼加拉瓜》中英西三語生態紀實書
- 第一年舉辦「夏至關燈」活動，宣導節約能源

### 2006年
- 溼地植物庇護中心雙龍站成立

### 2007年
- 關懷離島生態永續，舉辦離島影展，於金門、澎湖、馬祖、綠島及蘭嶼等地巡迴舉行
- 連續第三年舉辦夏至關燈活動，共65萬人次參與、節省30萬度電
- 共同舉辦「1208抗暖化*為下一代而走」遊行活動

### 2008年
- 連續第九年舉辦地球日活動
- 連續第4年舉辦夏至關燈活動，共百萬人參與
- 共同舉辦「1212抗暖化」遊行活動

### 2009年
- 首度舉辦棲地研討會，邀集國內棲地保育知名學者、單位參與
- 成立西螺聯絡處
- 連續第十年舉辦地球日活動
- 連續第5年舉辦夏至關燈活動，活動走入社區，鼓勵民眾自辦關燈活動

### 2010年
- 結合國際126國，舉辦earth hour關燈一小時活動。「自然體驗」舉辦400場以上、「生態保育」演講約900場、推廣課程100門以上。推動兒童教育新計畫「長期陪伴」,並帶領經濟弱勢及特殊兒童感受大自然。積極爭取國小學生「戶外教學」之實施。於雙連埤成立第三座「自然中心」。[1]

### 2012年
- Shopping Design Award 設計大賞「友善環境大獎」

### 2015年
- 第六屆SEE生態獎

### 2016年
- 臺北市政府環境保護局 第五屆臺北市環境教育獎「團體組特優」
- 經濟部 105年綠電感恩賞「推廣貢獻獎」

### 2017年
- 第二屆綠獎「大型生態保育計畫獎助」「網路人氣獎」-「臺灣地區食蟲植物的保育、調查、環境教育」
- 環保署環境保護署 第五屆國家環境教育獎「團體組優等」

### 2018年
- 第三屆綠獎「大型生態保育計畫獎助」「網路人氣獎」-「臺灣地區四斑細蟌的保育、調查、環境教育」

### 2019年
- 第四屆綠獎「大型生態保育計畫獎助」「網路人氣獎」-「雙連埤瀕危植物原地保種及教育推廣計畫」
- 行政院108年國家永續發展獎「民間團體類」

### 2020年
- 第四屆堉璘台灣奉獻獎

### 2021年
- 第八屆臺北市環境教育獎 - 團體特優獎

### 2022年
- 第八屆國家環境教育獎 - 團體特優獎

### 2023年
- 財政部國有財產署－感謝狀

- 112年度教育部社會教育貢獻獎 - 團體獎

## 外部連結
- 荒野保護協會 （页面存档备份，存于）